# Laufanalyse
Die Laufanalyse ist wie die Ganganalyse ein Bereich der Bewegungsanalyse und versucht, die Laufbewegung mittels bestimmter Parameter zu beschreiben.
Die Methodiken werden aus der Ganganalyse übernommen, wobei zum Teil ein spezielles Setup, z. B. auf der Laufbahn, gewählt wird.
Meistens werden visuelle Methoden angewandt, auch häufig in wenig professionellem Rahmen wie großen Sporteinzelhandelsbetrieben.
Die Qualität und Aussagekraft der Messung hängt zum Teil von der Validität der gewählten Methodik ab, aber auch von der Fachkundigkeit desjenigen, welcher die Ergebnisse interpretiert und an den Läufer weiterleitet.
Kritisch ist hierbei auch zu hinterfragen, was es dem Läufer selbst bringt. Während bei der Ganganalyse entweder eine Forschungsfrage (eine Hypothese in Form einer Frage) bearbeitet werden soll, oder in der klinischen Anwendung ein Therapiekonzept aufgrund dieser Art der Befundung erstellt wird, so ist die reine Laufanalyse/Laufstilanalyse/Laufbandanalyse eine Dokumentation für den Läufer (sofern sie auch gespeichert wird), welche ohne begleitendes Techniktraining mittels eines geschulten Trainers keinen weiteren Nutzen für den Sportler hat.
Eine Schuhwahl (gestützter oder neutraler Schuh) aufgrund einer Labormessung (Laufbandanalyse) wird auch kritisch hinterfragt.